# Incshoni nemzetközi repülőtér 2 állomás
Incshoni (Incheoni) nemzetközi repülőtér 2 állomás a szöuli metró AREX vonalának a végállomása, mely az Incshoni (Incheoni) nemzetközi repülőtéren található. 2018. január 13-án nyitották meg.